# Punta Chushka
La punta Chushka (del ruso: Коса Чушка) es un cordón litoral situado en el área septentrional de la orilla oriental del estrecho de Kerch, que separa el krai de Krasnodar de Rusia de la república autónoma de Crimea en Ucrania, de este a oeste, y al mar de Azov del mar Negro, de norte a sur, y en el extremo occidental de la península de Tamán. Pertenece administrativamente al raión de Temriuk del citado krai. Comienza en el cabo Aileon y se alarga en dirección al mar Negro, cerrando la bahía de Tamán. Sobre el cabo se halla la localidad del Chushka.

## Geografía
Tiene una longitud de 18 km. La orilla occidental de la punta es recta, mientras que en la oriental surgen hacia el sur numerosos cordones prolongados. La punta está compuesta por arena menuda de cuarzo mezclada con conchas. Muy cerca de la punta se hallan las islas Dzenzik, Lisi, Krupinina y Golenki.

## Etimología
El nombre de la punta, chushka, que en ruso significa "desbaste", se debe a que en estas aguas abundaban los delfines, a los que los lugareños llamaban familiarmente "cerdos de mar" (morski sviniami, морскими свиньями) o "desbastes" (chushkami, чушками)

## Historia
En 1944 la punta fue unida a Crimea por un puente a través del estrecho de Kerch, que fue destruido por el movimiento de los hielos en invierno del mismo año. Desde 1955 entre la punta Chushka (estación Kavkaz) y la península de Kerch (estación Krim) funciona un servicio de transbordadores de ferrocarriles (entre Dzhankói y Krasnodar y Rostov), automóviles (carreteras M17 -Ucrania- y M25 -Rusia-, parte de la ruta europea E97) y pasajeros. Los puertos son Port Krim en la parte crimeana, y Port Kavkaz en la parte rusa, sobre la punta.
Entre 2014 y 2018 Rusia construyó un puente sobre el estrecho de Kerch.

## Ecología
A causa de un temporal en el mar en noviembre de 2007 hubo varios accidentes navales, que incluyeron un derrame de petróleo y uno de azufre.